# Luna piena (Negramaro)
Luna piena è un singolo del gruppo musicale italiano Negramaro, pubblicato il 19 aprile 2024 come quarto estratto dal nono album in studio Free Love.

## Descrizione
Il brano musicale parla di una storia d'amore del passato. Nel testo, il cantante chiede alla persona con cui ha avuto una relazione di guardare la volta celeste per far ritornare in mente i sentimenti che provavano un tempo l'uno per l'altra.

## Video musicale
Il video, diretto da Giuliano Sangiorgi e Daniele Tofani, è stato pubblicato il 22 aprile 2024 attraverso il canale YouTube del gruppo.

## Tracce
Testi e musiche di Giuliano Sangiorgi.
1. Luna piena – 3:31

## Classifiche
| Classifica (2024) | Posizione massima |
| ----------------- | ----------------- |
| Italia            | 90                |